# Fuhlsbüttel (metropolitana di Amburgo)
Fuhlsbüttel è una fermata della metropolitana di Amburgo, sulla linea U1.

## Struttura
La stazione ha quattro entrate:
- la principale su Kleekamp
- una su Fuhlsbutter Passage
- l'altra principale su Hummelsbutteler Landstrasse
- l'altra su Lupinenkamp

La stazione ha banchine ad isola, dove sulla sinistra partono i treni per Norderstedt Mitte e sulla destra partono quelli per Grosshansdorf e Ohlstedt.